# Ikutarō Kakehashi
Ikutarō Kakehashi (jap. 梯郁太郎, Kakehashi Ikutarō, * 7. Februar 1930 in Osaka; † 1. April 2017) war ein japanischer Unternehmer. Er war Gründer des Unternehmens Roland Corporation, eines Herstellers von elektronischen Musikinstrumenten, Tontechnik und Software.

## Werdegang
Während der 1950er Jahre reparierte er elektronische Orgeln und entwickelte neue Prototypen. 1954 eröffnete Kakehashi ein Geschäft für Radiogeräte, entwarf aber weiterhin elektronische Orgeln. 1957 fing er an, diese zu verkaufen, was 1960 aufgrund der enormen Nachfrage schließlich zur Gründung von Ace Electronic Industries Inc. führte. 1964, sein Produktangebot hatte er inzwischen um Gitarrenverstärker erweitert, stellte Kakehashi die Produkte in den Vereinigten Staaten vor. Im Jahr 1968 kam es zu einer Zusammenarbeit mit der Hammond International Company, aus der im selben Jahr Hammond Japan hervorging.
Kakehashi entschloss sich 1972, Ace Industries zu verlassen, um Roland zu gründen. Bis 1995 war er dort Präsident, ehe er, von Tadao Kikumoto abgelöst, Aufsichtsratsvorsitzender wurde. 2013 schied er bei Roland aus. 
2014 gründete er das Unternehmen Atelier Vision Corporation.

## Werke
- Ikutarō Kakehashi, Robert Olsen: Mein Leben für die Musik. ISBN 3-932275-45-4